# سیارک ۲۱۳۸۸
سیارک ۲۱۳۸۸ (به انگلیسی: 21388 Moyanodeburt، نامگذاری:1998FJ25) بیست و یک هزار و سیصد و هشتاد و هشتمین سیارک کشف شده‌است که در ۲۰ مارس ۱۹۹۸ کشف شد.
قدر مطلق سیارک برابر ۹.۳ است.